# La Vierge au poisson
La Vierge au poisson ou Madonna del pesce est une peinture religieuse  datant de 1513/1514, exécutée par Raphaël, (215 × 158 cm), et actuellement conservée au Musée du Prado de Madrid en Espagne. 

## Historique
Le tableau aurait été commandé par un Napolitain appelé Giambattista del Doce et resta dans sa chapelle privée de l'église San Domenico Maggiore, jusqu'à ce qu'elle fut acquise par le vice-roi d'Espagne.
En 1813, les armées de Napoléon Ier ont emmené la peinture en France où elle a été transférée depuis son bois vers une toile. 
Les historiens de l'art pensent que  certaines de ses parties ont été réalisées par les assistants de l'atelier du maître, dont Giovan Francesco Penni et Giulio Romano.
Étienne-Frédéric Lignon a réalisé un gravure très fidèle de ce tableau.
Girolamo da Carpi fit un tableau intitulé La Vierge à l'Enfant avec Tobie, l'archange et saint Jérôme manifestement inspiré de la composition précise de ce tableau du maître dont il avait étudié particulièrement les œuvres.

## Thème
Conformément à l'iconographie chrétienne, le tableau, d'après Vasari, représente une Vierge en majesté c'est-à-dire trônant, entourée d'une part de l'Archange Raphaël et de  Tobie, avec le poisson (d'où le nom donné au tableau) dont les entrailles, selon le Livre de Tobie, épisode de l'Ancien Testament, ont guéri la cécité du père de Tobie et chassé les démons qui assaillaient la future femme du jeune homme, et d'autre part de saint Jérôme accompagné de ses attributs, livre et lion. La présence du poisson (symbole ancien du Christ également) et de l'eau d'un fleuve rappellent évidemment le principe du baptême en Jésus-Christ.

## Description
La Vierge est assise sur un  trône dont on aperçoit l'estrade et le marchepied, postée au centre tenant l'Enfant Jésus, ceint d'une étoffe, dans ses bras, assis sur le dossier du trône ouvragé. Sur la gauche, l'ange, les ailes déployées, présente le jeune homme qui tient un poisson ; un vieillard, saint Jérôme en docteur de l'Église sur la droite, est agenouillé sur l'estrade,  tenant un livre ouvert, tournant les pages, et  accompagné par un lion, son attribut, dont on aperçoit, incomplètement, la tête et une patte  en  bas.
L'Enfant Jésus tend une main vers le groupe de l'ange et du jeune homme, son autre main étant posée dans les pages du livre ouvert.
L'arrière-plan est constitué d'une tenture sombre dont les plis le couvrent en diagonale ;  le reste du fonds laisse apparaître sur une petite partie à droite, entre Marie et Jérôme, une portion plus claire avec un paysage collinaire et un cours d'eau.

## Analyse
Si Vasari a décodé sans autre détour la présence du poisson tenu par un jeune homme présenté par un ange comme « l'archange Raphaël, Tobie et son poisson »  conformément aux détails du Livre de Tobie, d'autres analystes de l'art ont vu en plus le poisson de Tobie comme faisant un lien et préfigurant un motif  de la religion chrétienne primitive (par d'autres détails historiques): le poisson ne peut vivre hors de l'eau, le chrétien sans l'eau du baptême. Le jeune Tobie préfigure alors dans le récit biblique « le néophyte, accompagné par son ange gardien devant son Sauveur tenu dans les bras de la divine Mère ». Un détail à l'appui de cette interprétation est la main tendue de l'Enfant vers lui, son autre main étant posée sur le Livre, et autant le fleuve, le Jourdain (qui fait le parallèle avec le Tigre du Livre de Tobie), où coule l'eau du baptême (celui du Christ, effectué plus tard par Jean).

## Sources
- Voir liens externes